# Gregory Sierra
Gregory Sierra (* 25. Januar 1937 in New York City; † 4. Januar 2021 in Laguna Woods, Kalifornien) war ein US-amerikanischer Schauspieler.

## Biografie
Gregory Sierra war puerto-ricanischer Abstammung. Sierra spielte Theater am Broadway und verkörperte viele Shakespeare-Rollen. Als Filmschauspieler debütierte in dem 1970 erschienenen und von Ted Post inszenierten Science-Fiction-Film Rückkehr zum Planet der Affen an der Seite von James Franciscus und Kim Hunter. Eine wiederkehrende Rolle als Nachbar in der Sitcom Sanford and Son brachte ihm ab 1972 erstmals nennenswerte Aufmerksamkeit ein. Bekanntheit erlangte er durch seine Rolle als Detective Chano Amenguale in den beiden ersten Staffeln der Fernsehserie Barney Miller, die er von 1975 bis 1976 in insgesamt 35 Folgen spielte. Später hatte er wiederkehrende Rollen in mehreren Fernsehserien, so als südamerikanischer Revolutionär und Entführer El Puerco in Soap – Trautes Heim sowie als Lt. Lou Rodriguez in Miami Vice. Bis in die späten 1990er-Jahre stand er regelmäßig für Kino- und Fernsehprojekte vor der Kamera.
Sierra starb im Januar 2021 im Alter von 83 Jahren an einer Krebserkrankung, überlebt wurde er von seiner Ehefrau Helene.

## Filmografie (Auswahl)

### Film
- 1970: Getting Straight
- 1970: Rückkehr zum Planet der Affen (Beneath the Planet of the Apes)
- 1972: Greenhorn (The Culpepper Cattle Co.)
- 1972: Zum Teufel mit Hosianna (The Wrath of God)
- 1972: Zwei Haudegen auf Achse (Pocket Money)
- 1973: Massenmord in San Francisco (The Laughing Policeman)
- 1973: Papillon
- 1973: Webster ist nicht zu fassen (The Thief Who Came to Dinner)
- 1974: Ein toller Bursche (Honky Tonk)
- 1974: Flammendes Inferno (The Towering Inferno)
- 1974: Südsee-Cowboy (The Castaway Cowboy)
- 1975: Antonio schlägt sie alle (Antonio and the Mayor)
- 1978: Das Teufelscamp (Mean Dog Blues)
- 1978: Evening in Byzantium (Fernsehfilm)
- 1979: Der Gefangene von Zenda (The Prisoner of Zenda)
- 1982: Die Pranke der Tigerin (Farrell for the People)
- 1983: Beste Spieler weit und breit – Sein größtes Abenteuer (Kenny Rogers as The Gambler: The Adventure Continues)
- 1983: Großalarm im Krankenhaus (Uncommon Valor)
- 1985: Kommando Nr.5 – Eine Stadt in Angst (Command 5)
- 1986: Holt Harry raus (Let’s Get Harry)
- 1987: Todesgrüße aus Havanna (Her Secret Life)
- 1988: Gringos, Gold und flotte Girls (Where the Hell’s That Gold?!?)
- 1988: Zeit des Grauens (Something Is Out There)
- 1989: Desperado 5: Land ohne Gesetz (Desperado: Badlands Justice)
- 1990: Abgründe des Lebens (Unspeakable Acts)
- 1992: Jenseits der weißen Linie (Deep Cover)
- 1992: Liebling, jetzt haben wir ein Riesenbaby (Honey, I Blew Up the Kid)
- 1993: Hot Shots! Der zweite Versuch (Hot Shots! Part Deux)
- 1994: Mister Cool (A Low Down Dirty Shame)
- 1998: Ein Anzug für jede Gelegenheit (The Wonderful Ice Cream Suit)
- 1998: John Carpenters Vampire (John Carpenter’s Vampires)
- 1998: Mafia! – Eine Nudel macht noch keine Spaghetti! (Jane Austen’s Mafia!)
- 2018: The Other Side of the Wind [in den frühen 1970ern gedreht]

### Serie
- 1970–1974: Ein Sheriff in New York (McCloud, zwei Folgen)
- 1970–1972: Kobra, übernehmen Sie (Mission: Impossible, drei Folgen)
- 1972: die Waltons (von Fremden zu Freunden)
- 1972–1975: Sanford and Son (12 Folgen)
- 1973–1975: Rauchende Colts (Gunsmoke, drei Folgen)
- 1974: Columbo: Schreib oder stirb (Publish or Perish)
- 1975–1976: Barney Miller (35 Folgen)
- 1980–1981: Soap – Trautes Heim (Soap, elf Folgen)
- 1981–1984: Hart aber herzlich (Hart to Hart, zwei Folgen)
- 1982: Lou Grant (Folge Schwarze Schafe) als „Hector“
- 1982: Quincy (Folge Tödlicher Fehlschuss) als „Rick Durado“
- 1983: Polizeirevier Hill Street (Hill Street Blues, vier Folgen)
- 1983–1985: Simon & Simon (zwei Folgen)
- 1984: Miami Vice (vier Folgen) als „Lt. Lou Rodriguez“
- 1985: Stingray (eine Folge) als „Anthony 'Tony' Mendosa“
- 1985–1987: Cagney & Lacey (zwei Folgen)
- 1985–1990: MacGyver (drei Folgen)
- 1985–1995: Mord ist ihr Hobby (Murder, She Wrote, sechs Folgen)
- 1986: Airwolf (Folge Schnee in Texas) als „Frank Ochoa“
- 1987: Falcon Crest (1 Folge) als „FBI-Agent Taylor“
- 1987: Magnum (Folge Irrungen und Wirrungen der Psyche) als „Miguel Torres“
- 1989: Unser lautes Heim (Growing Pains, zwei Folgen) als „Dr. Paul Ramirez“
- 1992: Der Prinz von Bel Air (S3E2[4], 1 Folge) als „Hector“
- 1993: Akte X (Fernsehserie, Folge 1x05)
- 1994: Star Trek: Deep Space Nine (eine Folge)
- 1994: Dr. Quinn – Ärztin aus Leidenschaft (als „Gen. Eli Parker“)
- 1998: X-Factor: Das Unfassbare (Folge 2x09)